# Bahnhof Halle (Saale) Gbf
Der Bahnhof Halle (Saale) Gbf ist ein Güterbahnhof in Halle (Saale). Seit der Inbetriebnahme der neuen Zugbildungsanlage Halle (Saale) im Jahr 2018 ist er der zentrale Rangierbahnhof für den mitteldeutschen Raum. Schon zuvor war er ein wichtiger Rangierbahnhof im Eisenbahnknoten Halle (Saale), ausgebildet als zweiseitiger Flachbahnhof.

## Lage
Auf einer Länge von 3,6 Kilometern erstreckt sich der Güterbahnhof in Nord-Süd-Richtung östlich der Anlagen des Hauptbahnhofes im Stadtteil Freiimfelde/Kanenaer Weg, ehemals Gebiet der DR im Stadtbezirk Ost.
Er ist angeschlossen an die VzG-Strecken:
- im Norden
  - 6403 Magdeburg Hbf–Halle (Saale) Hbf–Leipzig Messe Süd
  - 6347 Halle (Saale) Gbf–Halle (Saale) Gbf Hg 12
  - 6348 Halle (Saale) Gbf–Peißen
- im Westen
  - 6344 Halle (Saale) Hbf–Vienenburg
  - 6346 Halle (Saale) Gbf–Halle Thüringer Bf („Semmering“; teilweise stillgelegt)
- im Süden
  - 6349 Halle (Saale) Gbf Hg 12–Halle (Saale) Leuchtturm
  - 6350 Halle (Saale) Gbf Hg 12–Halle Kasseler Bahn

Der Güterbahnhof befindet sich im Netz der Eisenbahnfernverbindungen. So läuft unter anderem ein Großteil des schienengebundenen Güterverkehrs der Neuen Seidenstraße von Deutschland nach China über den Güterbahnhof Halle (Saale). Die Anbindung nach Südosteuropa ist von hier aus gewährleistet.

## Geschichte

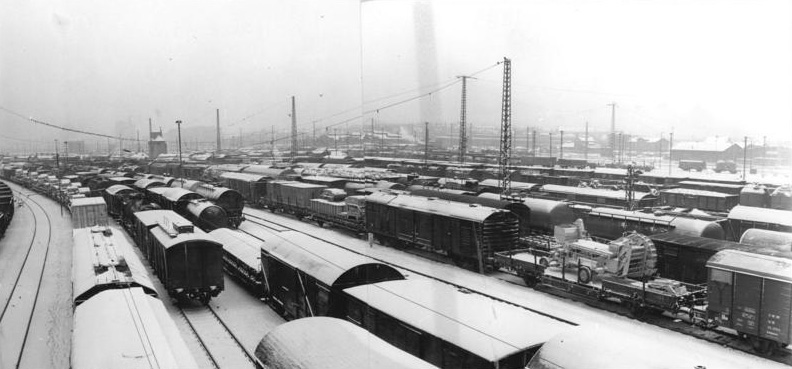
Halle Gbf am 17. Dez 1969 Richtungsgleise am Südberg

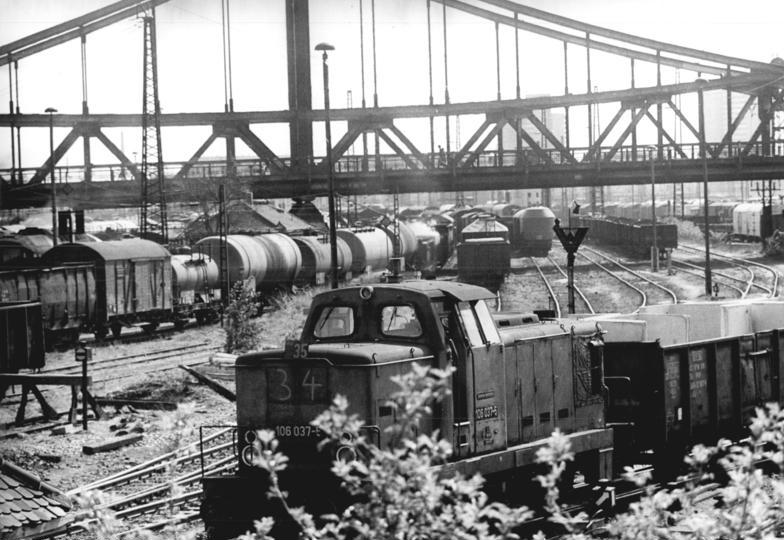
Halle Gbf am 27. Mai 1980 Blick von Norden auf die Berliner Brücke mit Richtungsgleisen des Südberges

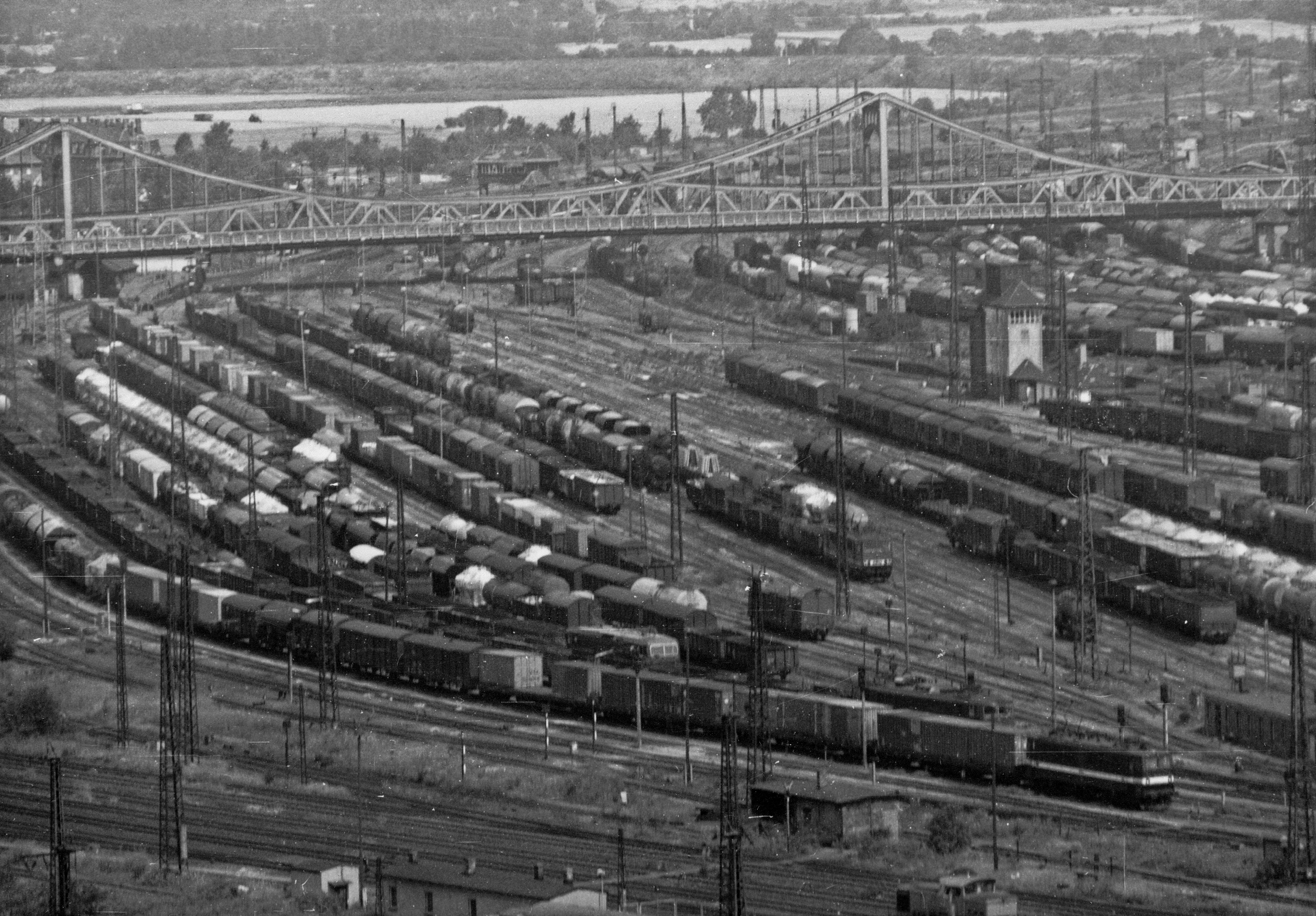
Blick auf den Güterbahnhof vom Hochhaus am ehemaligen Thälmannplatz, im Hintergrund die alte Berliner Brücke, Juli 1985

Im Juli 1889 wurde der Güterbahnhof, der auf dem Gebiet des Magdeburg-Leipziger Verschubbahnhofes und des Berlin-Anhalter Güterbahnhofes neu errichtet wurde und die bis 1872 von den verschiedenen Eisenbahnverwaltungen in Halle errichteten Anlagen zusammenfasste und ersetzte, dem Betrieb übergeben. Ab der Jahrhundertwende bis in die 1930er Jahre wurde der Bahnhof umfassend modernisiert; dabei entstanden zahlreiche neue Stellwerke und die seitdem weitgehend unverändert gebliebene Gleisanordnung. Bis 1954 wurden 20 Stellwerke (Bw im Bahnbetriebswerk Halle G, Abzweig Am und Hg 1 bis Hg 18) allein auf dem Gebiet des Güterbahnhofes errichtet. 1910 wurde das älteste heute noch in Betrieb befindliche Stellwerk Hg 6 (mechanisch, Bauform Jüdel) und 1954 mit Hg 12 das bis dahin größte Gleisbildstellwerk der Bauform GS I DR, das drei mechanische Stellwerke ersetzte, erbaut.
Der Güterbahnhof setzte sich zusammen aus
- dem Süd-System (Südberg), in das bis zu dessen Stilllegung 1994 von Süden kommende Züge einfuhren und aufgelöst wurden. Das Süd-System besaß eine Einfahrgruppe mit 10 Gleisen, eine Richtungsgruppe mit 14 Gleisen, eine Nachordnungsgruppe mit 5 Gleisen (Kleine Gruppe), die Umspanngruppe Ost mit 2 Gleisen und verschiedene andere Rangiergleise. In der Ablaufanlage des Südberges wurden als Talbremsen FEV-Balkengleisbremsen und als Richtungsgleisbremsen FEW-Dreikraftbremsen eingesetzt.
- dem Nord-System (Nordberg), in das von Norden her eingefahren wurde. Im Nord-System waren eine Einfahrgruppe mit 8 Gleisen, eine Richtungsgruppe mit 21 Gleisen, die Umspanngruppe West (auch Neue Welt genannt) mit 5 Gleisen und verschiedene weitere Rangiergleise vorhanden. Züge aus Richtung Halle-Trotha–Könnern (Strecke 6344) und ehemals Halle-Thüringer Bahnhof (ehemalige Strecke 6346) mussten aufgrund der Lage des Bahnhofes nach der Einfahrt in die Umspanngruppe West als Rangierfahrt in die Einfahrgruppe zurückdrücken. Ausfahrten in Richtung Halle-Trotha (und ehemals Halle-Thüringer Bahnhof) fanden entweder aus der Umspanngruppe West oder als Gegenausfahrten aus vier der Richtungsgleise statt. Als Gleisbremsen sind vorhanden: FEV-Balkengleisbremsen (Talbremsen), Schraubengleisbremsen (Richtungsgleisbremsen und vereinzelt Gefälleausgleichsbremsen) und Gummigleisbremsen (Gefälleausgleichsbremsen).
- dem Inneren Bahnhof (Gruppen 5 bis 7 mit Ladegleisen, Kopf- und Seitenrampen und Umladehalle)
- dem Containerumschlagplatz (Gruppe 8)
- zwei Anschlussgruppen (Nordende und Südende) mit diversen (größtenteils stillgelegten) Gleisanschlüssen.
- weiteren Zusatzanlagen, wie einer Wagenausbesserungsstelle, einem Bahnbetriebswerk mit einem 20- und einem 24-ständigen Ringlokschuppen (Sch I und Sch II), einem 6-ständigem Rechtecklokschuppen mit innenliegender Schiebebühne für Elektrolokomotiven (Sch V, heute nur noch Unterstand für Museumsfahrzeuge), dem ehemaligen Reichsbahnausbesserungswerk „Ernst Thälmann“ Halle (Saale) (stillgelegt) und einem Heizkraftwerk (stillgelegt).

Der Bahnhof Halle (Saale) Gbf war neben dem Bahnhof Dresden-Friedrichstadt einer der bedeutendsten Güterbahnhöfe im Netz der Deutschen Reichsbahn. Er hatte im Jahre 1980 eine durchschnittliche Bergleistung von 2000 Wagen (Nordberg) und 1600 Wagen (Südberg) pro Tag. Von hier aus wurden zum Beispiel Kohle aus den Tagebauen des Bezirkes und Erzeugnisse der Chemiegroßbetriebe Leuna, Buna, Wolfen und Bitterfeld weitertransportiert. Täglich passierten weiterhin etwa 180 Durchgangsgüterzüge das umfangreiche Gelände des Güterbahnhofs.
Infolge des Zusammenbruchs der DDR verlor der Bahnhof durch den stark zurückgehenden Güterverkehr an Bedeutung; der größte Teil der Gleisanlagen wurde zuletzt nicht mehr genutzt. Von ursprünglich 20 Stellwerken waren noch bis 2015 fünf mit schon stark reduzierten Anlagen in Betrieb, dadurch konnte neben der Bedienung der Baustelle nur noch die westliche Umfahrung des Bahnhofsgeländes mit der Umspanngruppe West genutzt werden. Die Zufahrt zum Werksstandort von DB Cargo war nur noch über die freie Strecke aus Richtung Peißen möglich.

## Zugbildungsanlage (ZBA) Halle (Saale)

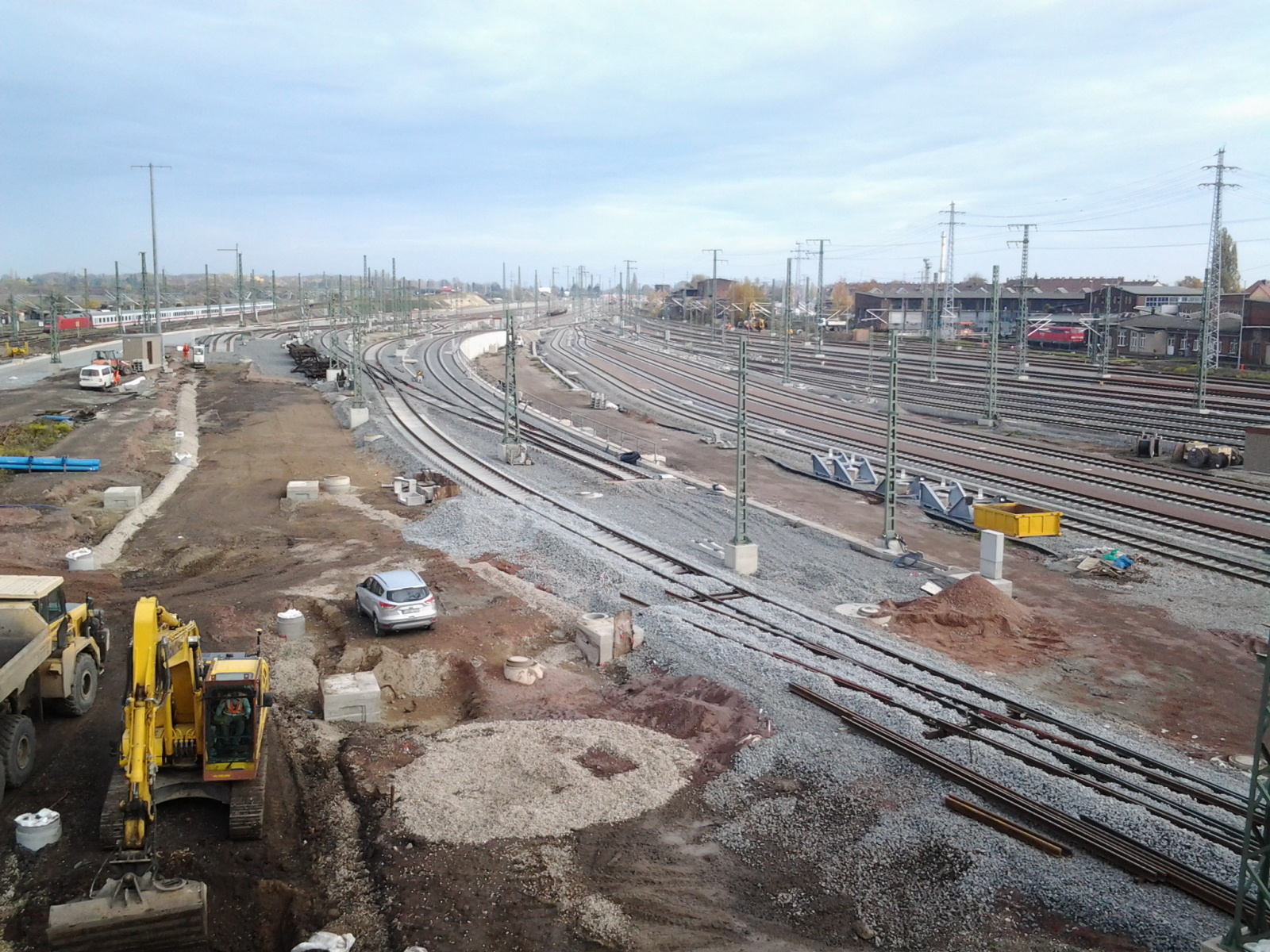
Neubau des Ablaufbergs

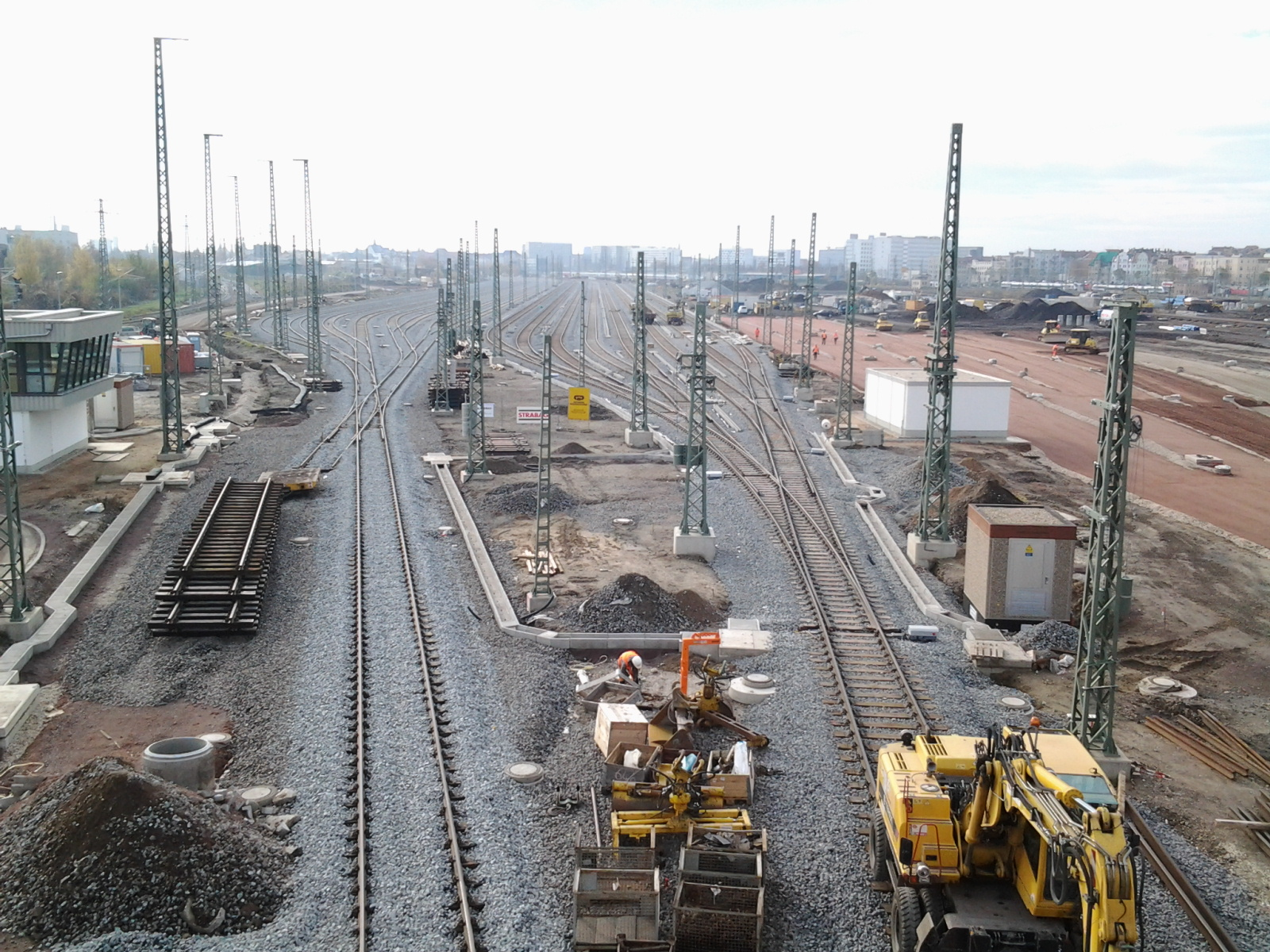
Neubau der Richtungsgruppe Ost

Am Standort wurde unter dem Namen Halle (Saale) ZBA Nord ein moderner Rangierbahnhof für den mitteldeutschen Raum neu gebaut. Die Kosten des Projekts sollten sich auf ungefähr 120 Millionen Euro (Stand April 2012) belaufen. Auf dem Güterbahnhof sollen täglich bis zu 2400 Güterwagen zu neuen Zügen zusammengestellt werden. Hierzu stellt das Ablaufstellwerk 120 Wagen pro Stunde mittels Funkloks, Gleisbremsen und Förderanlagen automatisch zu Zügen zusammen. Aus acht Einfahrgleisen verteilen sich die Wagen auf 36 Richtungsgleise; deren Nutzungslänge beträgt jeweils 700 m. Das Projekt umfasst eine Gleislänge von 40 km und 135 Weichen. Neben den Richtungsgleisen wurden 14 Gleise an einer Ladestraße und Laderampen angelegt. 1130 LED-Lichtpunkte an 650 Masten beleuchten das Gleisfeld.
Die Finanzierungsvereinbarung für den Neubau wurde am 16. Dezember 2011 zwischen Bahn und Bund unterzeichnet. Die Bauarbeiten begannen mit einem symbolischen ersten Spatenstich am 26. September 2012. Neben der grundhaften Erneuerung der Gleisanlagen wurden ein neuer Ablaufberg sowie zwei Elektronische Stellwerke zur Steuerung der Anlage errichtet. Das Investitionsvolumen wird mit 146 Millionen Euro angegeben. Ursprünglich war eine Teilinbetriebnahme der östlichen 16 Richtungsgleise für Dezember 2015 vorgesehen. Die Anlage wurde am 29. Juni 2018 offiziell eingeweiht, und am 2. Juli startete der Regelbetrieb. Zunächst ist der Betrieb mit 20 Zügen täglich vorgesehen, bis Dezember 2018 sollte die volle Kapazität mit 2400 Güterwaggons in 24 Stunden erreicht werden. In fünf Schichten sollen jeweils 20 Mitarbeiter auf der Anlage arbeiten. Dann ist der Logistikstandort Halle eines von zehn Schienengüterverkehrszentren in Deutschland. Der Güterbahnhof Leipzig-Engelsdorf wurde in diesem Zusammenhang aufgelöst und die Aktivitäten nach Halle verlagert.
Im Februar 2019 war nur etwa ein Drittel der geplanten Kapazität erreicht. Zur Steigerung sollte die Zahl der Mitarbeiter von 100 auf 150 erhöht werden. Rund um den Güterbahnhof Halle zeigte sich nach der Inbetriebnahme, dass die Erwartungen hinsichtlich des Durchsatzes an Güterzügen nicht annähernd erfüllt werden. Die Belegung der Richtungsgleise der Netzfahrplanperiode hatte 2020/2021 mit 100 Prozent die volle Auslastung der neuen Anlage erreicht, wie dies mit der gleichzeitigen Schließung der Güterbahnhöfe Dresden-Friedrichstadt und Leipzig-Engelsdorf auch geplant war.
In unmittelbarer Nähe zur Zugbildungsanlage errichtete DB Cargo eine Werkstatt für Güterzug-Lokomotiven. Nach drei Jahren Bauzeit ging diese Ende 2021 in Betrieb, 26 Millionen Euro wurden investiert. 75 Mitarbeiter warten und reparieren hier pro Woche etwa 25 Strecken- und Rangierlokomotiven.